# رابرت هارولد نیمو
رابرت هارولد نیمو (انگلیسی: Robert Nimmo; ۲۲ نوامبر ۱۸۹۳ – ۴ ژانویهٔ ۱۹۶۶) فرد نظامی اهل استرالیا بود. وی همچنین برندهٔ جوایزی همچون نشان امپراتوری بریتانیا شده‌است.